# کیکپو سایت ۷ (کانزاس)
کیکپو سایت ۷ (به انگلیسی: Kickapoo Site 7) شهری در ایالت کانزاس کشور ایالات متحده آمریکا است که جمعیت آن در سرشماری سال ۲۰۱۰ میلادی، ۶۶ نفر بوده‌است.